# Irradiació germicida ultraviolada

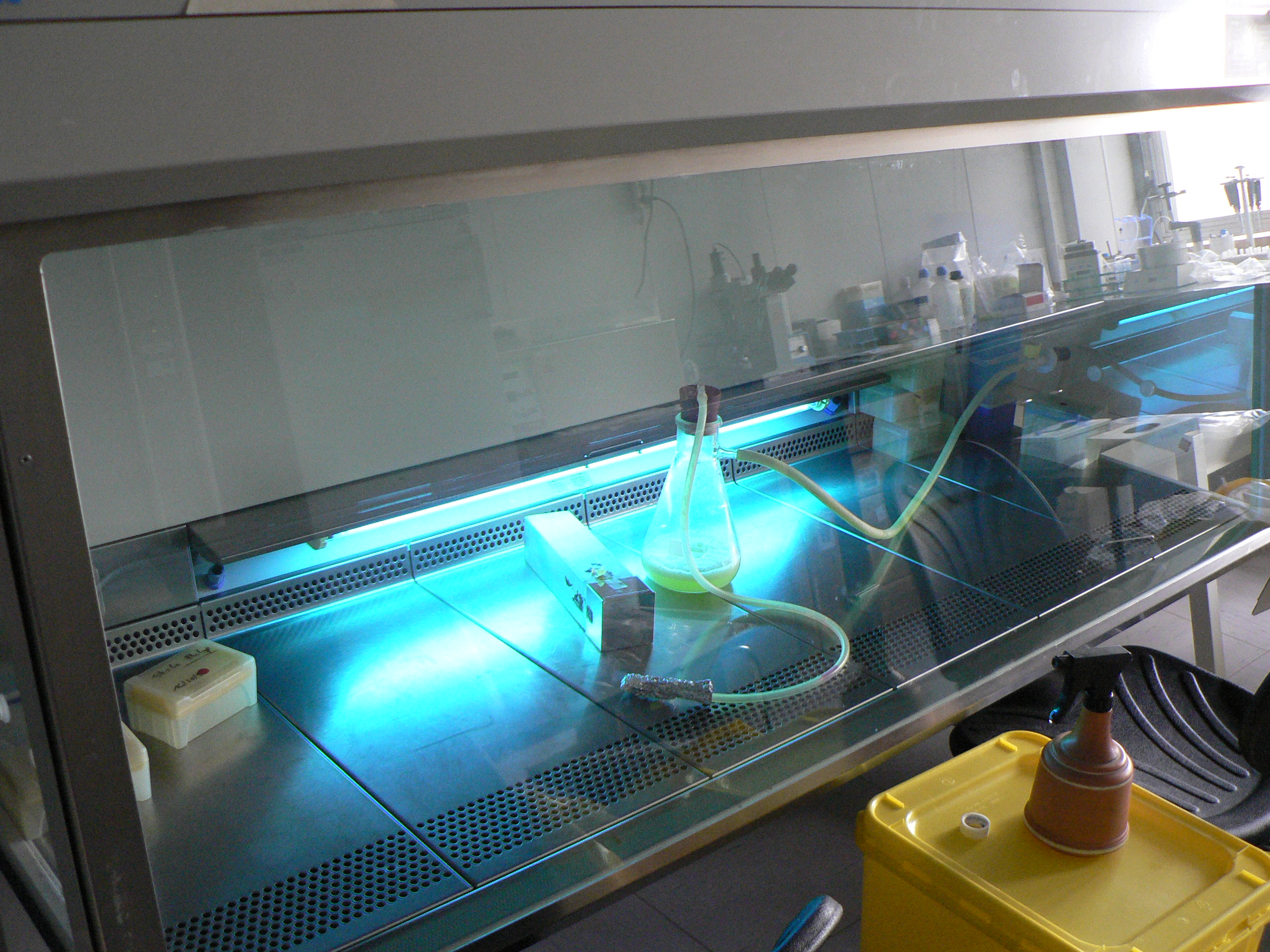
Un banc de flux laminar, amb llum UV que s'utilitza per descontaminar-lo quan no s'utilitza.

La irradiació germicida ultraviolada (IGUV) és un mètode de desinfecció que utilitza llum ultraviolada de longitud d'ona curta (ultraviolada C o UV-C) per matar o inactivar microorganismes destruint els àcids nucleics i alterant el seu ADN, deixant-los incapaços de realitzar funcions cel·lulars vitals. La IGUV s'utilitza en diverses aplicacions, com ara purificació d'aliments, aire i aigua.
La llum UV-C és feble a la superfície de la Terra ja que la capa d'ozó de l'atmosfera la bloqueja. Els dispositius d'IGUV poden produir una llum UV-C prou forta en sistemes d'aire o aigua en circulació per a convertir-los en entorns inhòspits per a microorganismes com bacteris, virus, fongs i altres agents patògens. La IGUV es pot combinar amb un sistema de filtració per sanejar l'aire i l'aigua.
L'aplicació de la IGUV en la desinfecció ha estat una pràctica acceptada des de mitjan segle xx. S'ha utilitzat principalment en instal·lacions de sanejament mèdic i de treball estèril. Cada vegada més, s'ha utilitzat per esterilitzar les aigües potables i residuals, ja que les instal·lacions de retenció estan tancades i es poden fer recircular per tal de garantir una major exposició als raigs ultraviolats. La IGUV ha trobat una aplicació renovada amb els purificadors d'aire.